# メアリー・シェイクスピア

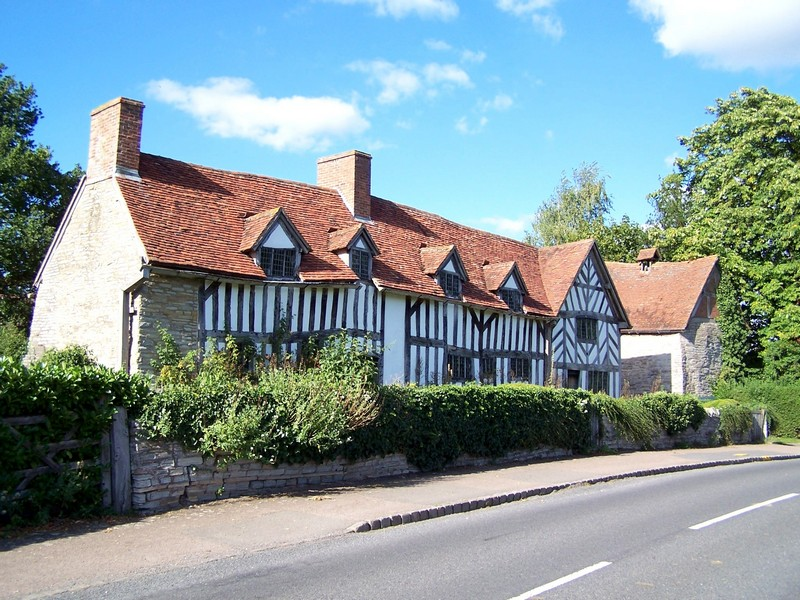
メアリー・アーデンの家

メアリー・シェイクスピア（英: Mary Shakespeare、1537年 - 1608年）、旧姓メアリー・アーデン（Mary Arden）は、ウィリアム・シェイクスピアの母で、ロバート・アーデンの娘である。アーデン一族はノルマン・コンクェスト以前からウォリックシャーに住んでいた名門の一族であった。メアリーはロバートと最初の妻であるアグネスの間に生まれた8人姉妹の末娘である。1556年12月にロバートが亡くなった後、メアリーは遺言執行人のひとりとなり、不動産を含めた父の財産のかなりの部分を受け継いた。アーデン一族の農場はウォリックシャーのウィルムコートにあり、今では「メアリー・アーデンの農場」(あるいは「メアリー・アーデンの家」)と呼ばれている。
ウィリアムの父ジョン・シェイクスピアの父で、ウィリアムの祖父にあたるリチャード・シェイクスピアはメアリーの父がスニッターフィールドに所有していた土地の小作農（テナント）であった。リチャードに土地を貸していた地主の娘として、メアリーは子どもの頃からジョンを知っていた可能性がある。メアリーは1557年前後、20歳くらいの時にジョン・シェイクスピアと結婚した。メアリーはジョンとの間に8人の子どもを産んだ。子どもたちの名前はジョーン(Joan、1558年生まれ)、マーガレット(Margaret、1562年-1563年)、ウィリアム(William、1564年-1616年)、ギルバート(Gilbert、1566年-1612年)、ジョーン(Joan、1569年-1646年)、アン(Anne、1571年-1579年)、リチャード(Richard 、1574年-1613年)、エドマンド(Edmund、1580年-1607年)である。メアリーはたくさんの子どもを産んでいるが、幼くして亡くなってしまった者もいる。最初の娘であるジョーンは1558年に生まれてすぐ亡くなり、そのため3番目の娘に再び同じジョーンという名前がつけられた。2番目の娘であるマーガレットも同様に幼いうちに亡くなっている。アーデン一族を広く見ていくと、カトリックの信仰を持っていた者もいる。
メアリーは一定の身分がある一族の出身で、祖先をたどれば社会的地位の高い縁者もいた。たとえばトマス・アーデンは13世紀に第6代レスター伯シモン・ド・モンフォールなどの貴族たちのために内戦を戦っている。ロバート・アーデンは薔薇戦争に従軍している。ジョン・アーデンはヘンリー7世の宮廷につかえていたことがある。

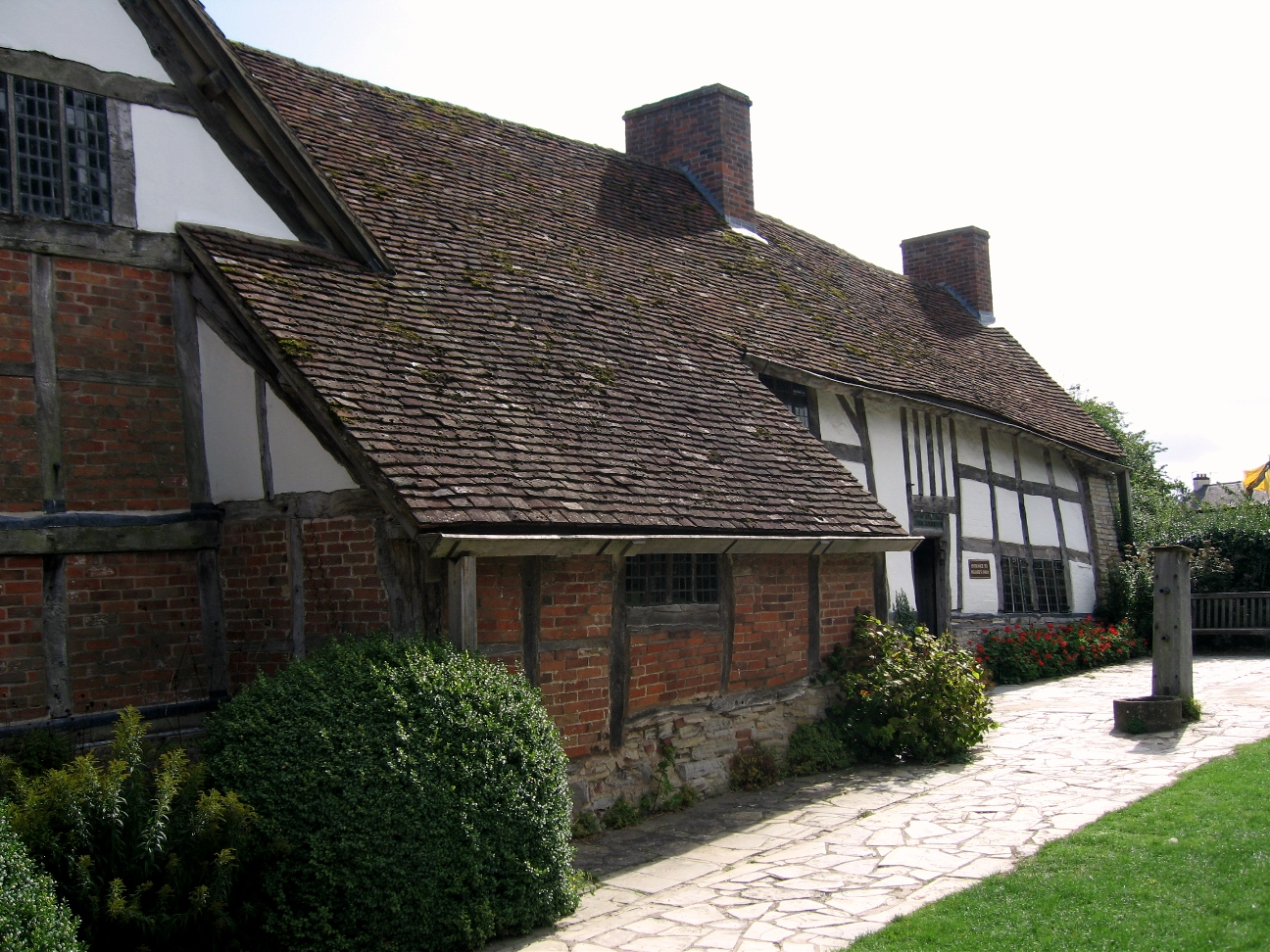
パーマー農場(裏手)

ウィルムコートにあるメアリー・アーデンの農場は数世紀にわたって稼働していた農場であるため、比較的よい状態に保存されていた。1930年にシェイクスピア・バースプレイス・トラストがこの家を買い上げ、テューダー朝ふうのスタイルに改装した。2000年に「メアリー・アーデンの農場」として保存されていた家屋は実は一家の友人で隣に住んでいたアダム・パーマー(Adam Palmer)の持ち物であったことがわかり、家は「パーマーの農場」(Palmer's Farm)と改名された。パーマーの農場のそばにあったアーデン一家所有の家は1968年にシェイクスピア・バースプレイス・トラストによって買い上げられており、本当はアーデン一家のものであったということを知らないまま、トラストは農場の庭の一部として地所を保存していた。家と農場は16世紀の生活についての展示を行う施設として公開されている。